# شهرستان هارپر (اکلاهما)
شهرستان هارپر، اکلاهما (به انگلیسی: Harper County, Oklahoma) شهرستانی در ایالات متحده آمریکا است که در اکلاهما واقع شده‌است.

## خصوصیات
شهرستان هارپر ۲٬۶۹۶ کیلومترمربع مساحت دارد.